# روزنامه‌نگاری هنر

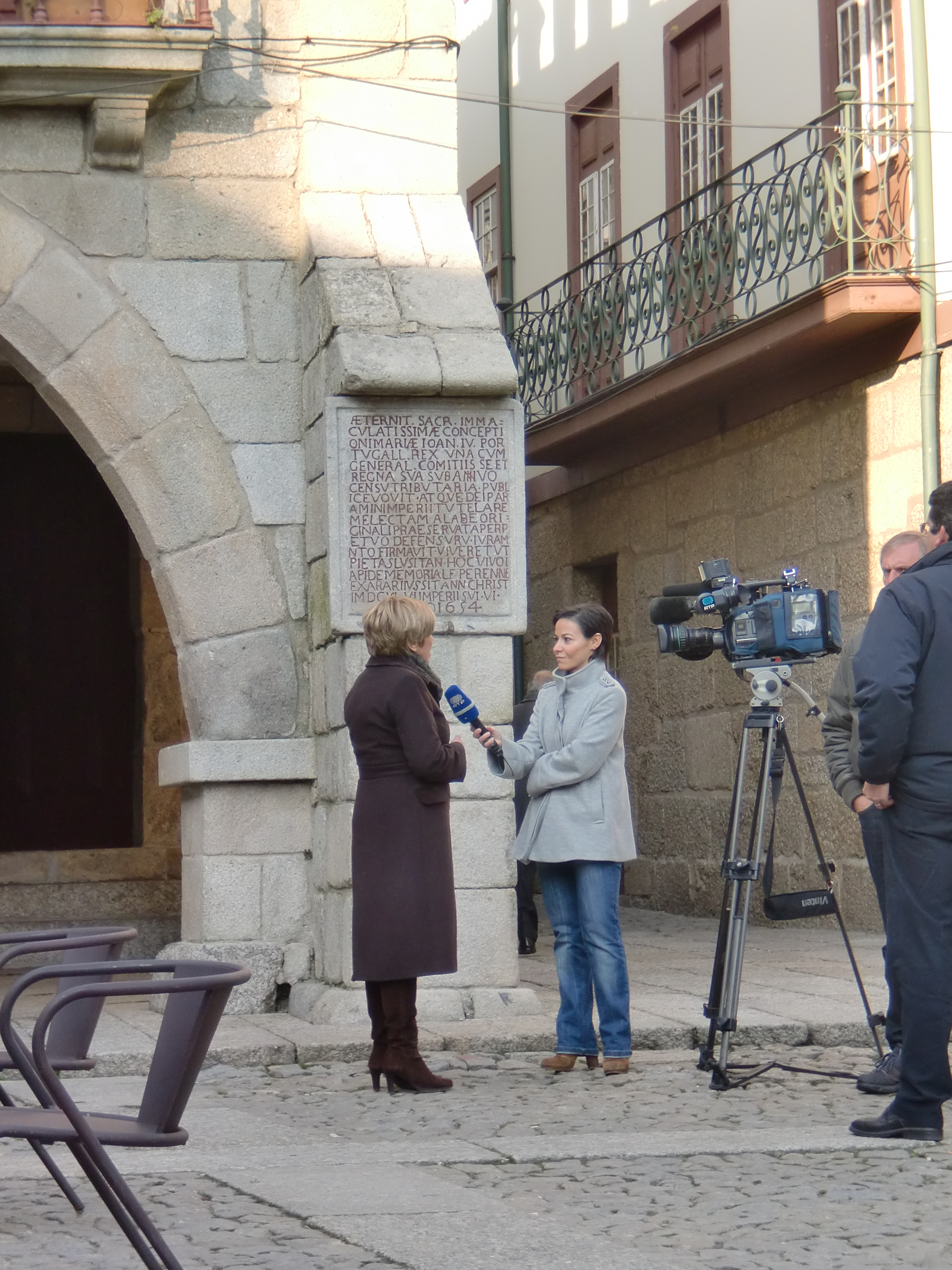
نگارهٔ یک خبرنگار هنری که در حال گفت‌و‌گو و ضبط مصاحبه می‌باشد.

روزنامه‌نگاری هنر (انگلیسی: Arts journalism) شاخه‌ای از روزنامه نگاری در رابطه با گزارش و بحث از هنر است، از جمله اما به هنرهای تجسمی، فیلم، ادبیات، موسیقی، تئاتر، و معماری محدود نشده است.
به طور سنتی، روزنامه نگاران و منتقدان نوشتن در مورد هنر دارای یک پس زمینه در نوشتن از هنر؛ جدا از مطالعات کارشناسی در نقد ادبی، علوم انسانی، و تاریخ هنر هستند، و هیچ آموزش رسمی و پیشرفته دیگر روزنامه نگاری در این زمینه وجود ندارد.
به عنوان مثال، مجله هنر یک نشریه که مهمترین موضوع هنر است، توسط مردم از عمل گردآوری، نظریه انتقادی، یا آموزش، در میان دیگر توابع کمک، آیا آنها مبتنی بر نهاد، یا مستقل مبتنی بر دانشگاه ایجاد می‌شود.
چنین مجله‌ای می‌توانید در فرم‌های چاپی، آنلاین، یا هر دو ایجاد شود و ممکن است در مخاطبان مختلف از جمله گالری، خریداران، هنرمندان آماتور یا حرفه‌ای و عموم مردم تغییر کند در کوتاه مدت، مجلات هنر می‌تواند به صورت تجاری یا مجلات غیرتجاری یا هر دو ادامه دهند.
همچنین رادیو و تلویزیون ویژگی‌های پوشش موضوعات هنر را دارند.